# Ебуции
Ебуциите (Aebutii) са патриции фамилия от gens Aebutia в Древен Рим. Мъжкото им име e Ебуций (Aebutius). Фамилията има когномен - Кар (Carus), Хелва (Helva) и Елва (Elva).
Известни от тази фамилия:
- Тит Ебуций Хелва, консул 499 пр.н.е.
- Луций Ебуций Хелва, консул 463 пр.н.е.
- Постумий Ебуций Хелва Корникен, консул 442 пр.н.е.
- Марк Ебуций Хелва, триумвир 442 пр.н.е.
- Марк Ебуций Елва, претор 176 пр.н.е.
- Луций Ебуций Фауст, един освободен
- Публий Ебуций, разгромяването на култа Bacchanalia 186 пр.н.е. при консула Постумий